# 나라 요시토모

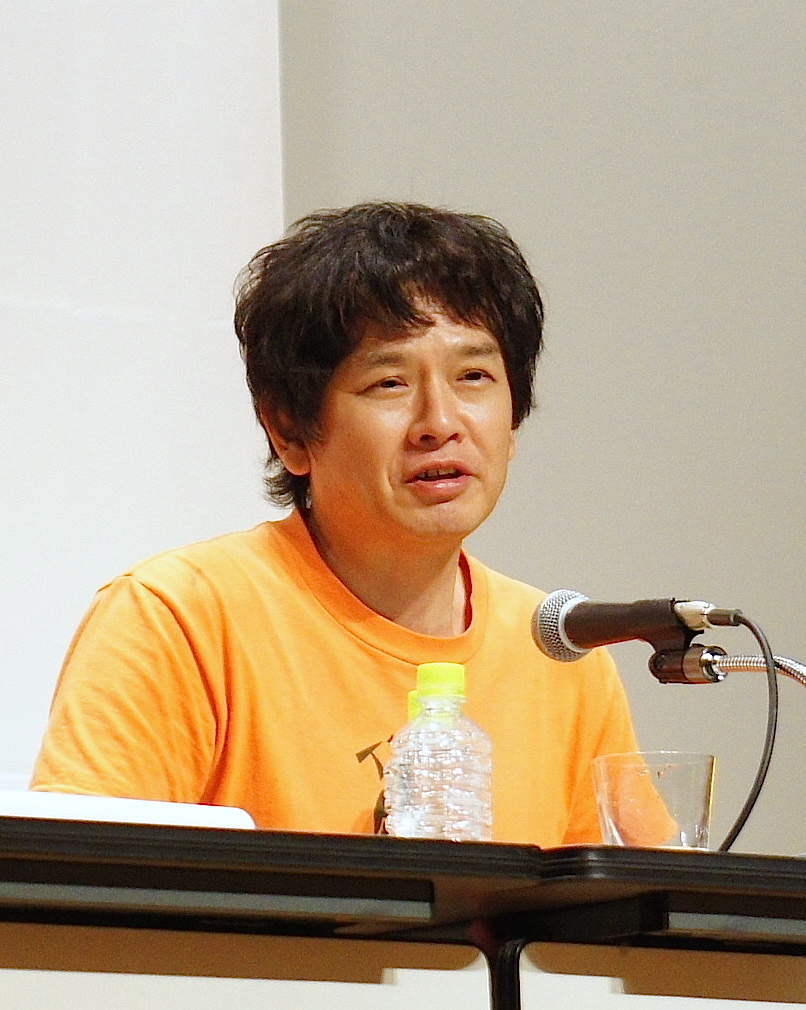
나라 요시토모

나라 요시토모(일본어: 奈良 美智, 1959년 12월 5일 ~)는 일본의 예술가이다. 일본 아오모리현 출신이다. 세계적으로 평가되는 팝 아트 작가로 뉴욕 현대 미술관, 로스앤젤레스 현대미술관에 작품이 소장되는 등 일본의 현대 미술의 제2세대를 대표하는 인물이다. 1988년에서 1993년 동안은 독일의 쿤스트아카데미 뒤셀도르프에서 연구를 하였다. 쏘아보는 듯한 눈의 소녀를 모티브로 한 드로잉이나 아크릴 물감 회화로 잘 알려져 있다.

## 영향
그의 큰 눈을 가진 스타일은 그의 유년시절인 1960년대의 만화나 애니메이션의 영향을 받았다. 그는 전형적인 귀여운 이미지를 변형하여 그의 작업에 약간의 괴기한 이미지로 녹아 내었으며, 그러한 순수한 어린이와 인간의 사악함을 가까이 붙여 놓은 것은 일본의 완고한 사회적 관행을 반영하기 위함인듯하다.
그의 유년시절의 펑크락 음악 또한 그의 작업에 영향을 주었다. 저항과 거친 젊음의 이미지를 생각해볼 때, 그의 예술은 펑크적 기질을 포함하고 있다. 또한, 그는 깊은 영감을 받은 것으로 르네상스 화풍, 문학, 일러스트레이션, 우키요에와 그라피티를 언급했다.
그러나 무엇보다도 중요한 것은, 그가 제2차 세계대전 이후 일본에서 자란 환경은 그의 사고방식과 이후 그의 작품에도 큰 영향을 미쳤다. 그는 일본이 서양 대중문화의 범람을 경험하던 시기에 자랐으며, 만화책, 워너 브라더스, 월트 디즈니 애니메이션, 서양 록 음악 등이 그 예라고 할 수 있다. 추가적으로 그는 유년시절을 일하는 부모들과 외딴 시골에서 살았는데, 그 때에는 종종 상상하는 것 외에 할 수 있는 것이 없을 정도로 혼자 남겨지는 일이 많았다. 그의 독특한 주제들은 그의 어린 시절 홀로된 경험들이 반영된 것이 아닌가 한다.